# گل‌شکاف سبیل‌دار
گل‌شکاف سبیل‌دار (نام علمی: Diglossa mystacalis) نام یک گونه از سرده گل‌شکاف است.